# Igor Rostislawowitsch Schafarewitsch

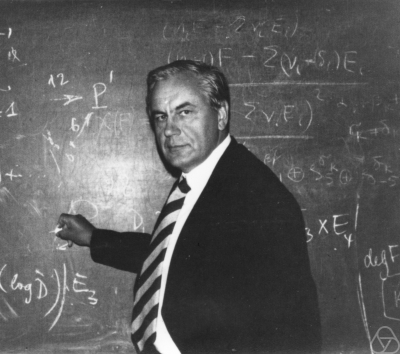
Igor Schafarewitsch (undatiert)

Igor Rostislawowitsch Schafarewitsch (auch Igor Shafarevich; russisch Игорь Ростиславович Шафаревич, wiss. Transliteration Igor' Rostislavovič Šafarevič; * 3. Juni 1923 in Schitomir, Ukrainische SSR, Sowjetunion; † 19. Februar 2017 in Moskau, Russland) war ein sowjetischer und russischer Mathematiker, Dissident und Autor. Er arbeitete vor allem in den Bereichen Zahlentheorie, Algebra und algebraische Geometrie.

## Leben und Werk
Schafarewitsch zeigte schon früh mathematische Begabung und las mit 15 Jahren David Hilberts Zahlbericht. Er studierte u. a. bei Boris Delone und wurde früh von Lew Pontrjagin und Iwan Winogradow gefördert. Insbesondere Pontrjagin drängte ihn in Richtung der damals sehr aktiven, in Russland noch nicht repräsentierten algebraischen Geometrie. Er promovierte 1946 und wurde Mitglied des Steklow-Instituts für Mathematik in Moskau, damals von Winogradow geleitet. Mit nur 34 Jahren wurde er in die Akademie der Wissenschaften der UdSSR aufgenommen. 1960 übernahm er die Leitung der Algebra-Abteilung im Steklow-Institut. Außerdem lehrte er an der Lomonossow-Universität Moskau. Im Bereich der Zahlentheorie erregte Schafarewitsch schon 1948 mit seiner expliziten Formel für das Reziprozitätsgesetz der n-ten Potenzreste und seinen Arbeiten über Klassenkörpertürme Aufmerksamkeit.
Die Tate-Shafarevich-Gruppen in der arithmetischen Geometrie sind nach ihm und John T. Tate benannt. Eine Vermutung von Schafarewitsch aus dem Jahre 1962 in der arithmetischen algebraischen Geometrie, die er in einem Spezialfall bewies, spielte eine Rolle beim Beweis der Mordell-Vermutung von Gerd Faltings, der dabei auch die Schafarewitsch-Vermutung bewies.
Er war in den 1960er Jahren wesentlich an der Gründung einer Schule der algebraischen Geometrie in der Sowjetunion beteiligt, die die Schema-Methoden der Grothendieck-Schule implementierte. In Moskau behandelte sein Seminar u. a. die Klassifikation algebraischer Flächen. Dabei gab er mit seiner Schule wie auch Kunihiko Kodaira im Westen den Methoden der italienischen Schule (Federigo Enriques u. a.) eine strenge Grundlage und erweiterte sie.
In der Algebra arbeitete er u. a. über die Umkehrung der Galoistheorie, das heißt über die Frage, welche Gruppen Symmetriegruppen von algebraischen Gleichungen sind. 1964 beantwortete er mit Jewgeni Golod das verallgemeinerte Burnside-Problem negativ, indem er die Existenz einer unendlichen, aber endlich erzeugten p-Gruppe (in der jedes Element eine Ordnung hat, die eine Potenz der Primzahl p ist) bewies (das Burnside-Problem vermutet, dass Gruppen mit solchen Eigenschaften endlich sein müssten).
Schafarewitsch war Mitherausgeber des sowjetischen mathematischen Enzyklopädieprojekts ab den 1980er Jahren.
1959 erhielt Igor Schafarewitsch den Leninpreis. 1960 wurde er zum Mitglied der Deutschen Akademie der Naturforscher Leopoldina gewählt. 1962 hielt er einen Plenarvortrag auf dem Internationalen Mathematikerkongress in Stockholm (Algebraische Zahlkörper) und 1970 war er Invited Speaker auf dem ICM in Nizza (Le theoreme de Torelli pour les surfaces algebriques de type K3). 1973 erhielt er den Dannie-Heineman-Preis (Göttingen) der Akademie der Wissenschaften zu Göttingen für seine Arbeiten auf dem Gebiet der Algebra und Zahlentheorie. 1974 wurde er in die American Academy of Arts and Sciences und die National Academy of Sciences gewählt. Ebenfalls 1974 wurde er Ehrenmitglied der London Mathematical Society. In seinem Todesjahr 2017 erhielt er die Leonhard-Euler-Goldmedaille.
Zu seinen Schülern gehörten Yuri Manin, Igor Dolgachev, Jewgeni Golod, Alexei Kostrikin, Andrei Tjurin, Galina Tjurina, Sergei Djomuschkin, Andrei Lapin, Wjatscheslaw Nikulin, W. Abraschkin, Boris Moishezon, Gennadi Bely, Suren Arakelow, Victor Kolyvagin, Alexei Parschin, Walentin Kulikow, Wiktor Kulikow und Andrey Todorov.

## Politisches Wirken

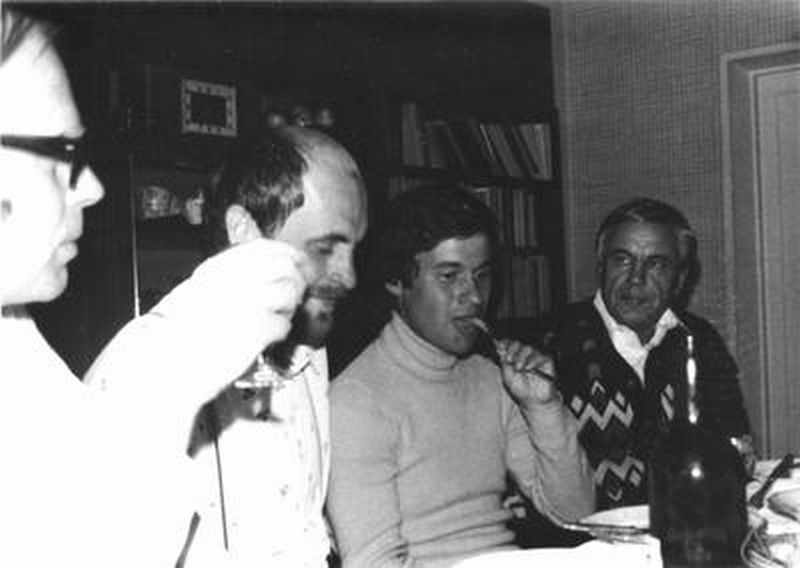
Schafarewitsch (rechts) in seiner Wohnung mit einigen seiner Schüler, Helmut Koch ist links, daneben Bogomolow und Todorov

In der Sowjetunion stand Schafarewitsch trotz seines hohen Akademikerstatus den Dissidenten nahe. Sein Freund, der Mathematiker und Dichter Alexander Jessenin-Wolpin, war einer der ersten, der im Dezember 1965 eine Protestbewegung (einschließlich Demonstration auf dem Puschkinplatz) organisierte. Als Jessenin-Wolpin verhaftet wurde, unterzeichnete Schafarewitsch 1972 eine Petition zu seinen Gunsten und ebenfalls für Andrei Sacharow und Alexander Solschenizyn. Schafarewitsch trat auch Sacharows 1970 gegründetem Komitee für Menschenrechte bei. Da er hohes Ansehen genoss, wurde jede Unterschrift von Schafarewitsch auch im Ausland sofort registriert und über Rundfunksender wie Voice of America oder Radio Free Europe bekanntgemacht. Er wurde deshalb 1975 als Professor der Moskauer Universität entlassen.
Schafarewitsch hatte historische Interessen, beispielsweise an mittelalterlicher russischer Geschichte. 1975 publizierte er in Frankreich ein Buch über Sozialismus, den er als Ausdruck einer Selbstvernichtungstendenz (Todestrieb) in der Geschichte sah. Wie in allen seinen Geschichtsbüchern greift er dabei auf detaillierte Quellenstudien zurück. Sein Buch Russophobia, das seit 1981 im Samisdat zirkulierte und 1989 in einer Zeitschrift erschien, entfesselte besonders in den USA einen Sturm der Entrüstung wegen angeblicher antisemitischer Einfärbung. Die National Academy of Sciences, deren Mitglied er seit 1974 war und die nach ihren Statuten niemandem die Mitgliedschaft entziehen kann, trat 1992 an ihn heran, die Mitgliedschaft freiwillig aufzugeben. Schafarewitsch bestritt daraufhin in einem offenen Brief Vorwürfe des Antisemitismus. Schafarewitsch sah in seinem Buch im Marxismus eine vom Westen den Russen aufgezwungene, ihnen eigentlich fremde Denkungsart, die ihren Nationalcharakter zerstört habe, und (eine Idee aus einem Buch des Franzosen Augustin Cochin über die seiner Ansicht nach kleine Gruppe von Aktivisten, die die französische Revolution auslöste, aufgreifend) in den Verursachern der Oktoberrevolution kleine Gruppen am Werk, die die Russen hassten und die insbesondere aus Juden bestanden.
Anfang der 1990er Jahre war Schafarewitsch auch in radikalen oppositionellen politischen Bewegungen aktiv. Er nahm im Dezember 1991 an dem ersten Kongress der Russischen Allgemeinen Volksunion von Sergei Baburin teil und war Oktober 1992 im Organisationskomitee der Front der Nationalen Rettung. 1993 kandidierte er als Abgeordneter der Duma für die Verfassungsdemokratische Partei –- Volksfreiheitspartei von Michail Astafjew, wurde aber nicht gewählt, verließ nach 1993 die politische Bühne und konzentrierte sich auf die Herausgabe seiner russischen Gesammelten Werke, von denen zuerst zwei Bände politischer, essayistischer und historischer Schriften erschienen. Ab 1993 arbeitete er an seinem Film Der Dritte Vaterländische Krieg, in dem er seine Ideen umsetzte. Gemeint war die aktuelle schwierige Situation Russlands, die er in der Folge der Kriege gegen Napoleon und Hitler sah.

## Schriften
- Collected papers. Springer, 1989.
- Mit Senon Iwanowitsch Borewitsch (Zenon Borevich): Zahlentheorie. Birkhäuser, 1966.
- Grundzüge der Algebraischen Geometrie. Vieweg und Deutscher Verlag der Wissenschaften, 1972.
- Mit Gustav Burosch: Algebraische Flächen. Leipzig 1968.
- Basic algebraic geometry. 2 Bände. Springer, 1974, 2. Auflage 1994.
- Abelian and nonabelian Mathematics. In: Mathematical Intelligencer, 1991, Nr. 1.
- On certain tendencies in the development of mathematics. In: Mathematical Intelligencer, Band 3, 1981, Nr. 4.
- Algebraic number fields. International Congress Mathematicians, Stockholm 1962.
- Mit V. V. Nikulin: Geometries and Groups (Springer Series in Soviet Mathematics). Springer, 1987, 2002.
- Mit A. I. Kostrikin: Basic Notions of Algebra (Encyclopaedia of Mathematical Sciences). Springer, 1989 (russ. Original 1987), 3. Auflage 2005.
- Mit V. A. Iskovskikh: Algebraic Geometry 2: Cohomology of Algebraic Varieties. Algebraic Surfaces (Encyclopaedia of Mathematical Sciences). Springer, 1994, 2009.

Nichtmathematisch:
- Der Todestrieb in der Geschichte. Erscheinungsformen des Sozialismus. Ullstein, 1980 ISBN 978-3-548-38009-4 (russ. Original 1975: Социализм как явление мировой истории);[13] Neudruck: Lichtschlag, Grevenbroich 2016, ISBN 978-3-939562-63-4.
- Russophobia (Samisdat 1982), deutsche Ausgabe: Russophobie. Das Kleine Volk und die Russen. Verlag der Freunde, Berlin 1995, ISBN 3-9803896-3-4.
- The Socialist Phenomenon. New York, Harper & Row, ISBN 978-0895268778.